# Fiets (Herman van Veen)
Fiets is een lied van Herman van Veen en staat onder andere op het album Morgen uit 1970. Het nummer is een cover van Girl on a Bicycle van Ralph McTell. Het lied is uitgebracht in meerdere talen waaronder in het Nederlands (Fiets) en Duits (Kleiner Fratz).
Het nummer is in 1970 tevens uitgebracht op de B-zijde van singles. In Nederland stond Rozegeur op de A-zijde, in België Suzanne.